# 1988–1989-es magyar férfi kosárlabda-bajnokság
Az 1988–1989-es magyar férfi kosárlabda-bajnokság az ötvenhetedik magyar kosárlabda-bajnokság volt. Húsz csapat indult el, a csapatok az előző évi szereplés alapján két csoportban (A csoport: 1-10. helyezettek, B csoport: 11-17. helyezettek plusz a három feljutó) két kört játszottak. Az alapszakasz után az A csoport 1-6. helyezettjei play-off rendszerben játszottak a bajnoki címért, az A csoport 7-10. és a B csoport 1-4. helyezettjei az egymás elleni eredményeiket megtartva a másik csoportból jövőkkel újabb két kört játszottak az A csoportba kerülésért, a B csoport 5-10. helyezettjei pedig play-off rendszerben játszottak a kiesés elkerüléséért.
A Somogy megyei ÁÉV SC új neve Bázis Kaposvári KK lett.

## Alapszakasz

### A csoport
| #   | Csapat             | M  | Gy | V  | K+   | K-   | P  |
| --- | ------------------ | -- | -- | -- | ---- | ---- | -- |
| 1.  | Oroszlányi Bányász | 18 | 13 | 5  | 1528 | 1395 | 31 |
| 2.  | Bp. Honvéd         | 18 | 12 | 6  | 1566 | 1426 | 30 |
| 3.  | Csepel SC          | 18 | 12 | 6  | 1700 | 1615 | 30 |
| 4.  | Zalaegerszegi TE   | 18 | 12 | 6  | 1682 | 1636 | 30 |
| 5.  | Tungsram SC        | 18 | 9  | 9  | 1520 | 1492 | 27 |
| 6.  | Körmendi Dózsa MTE | 18 | 9  | 9  | 1471 | 1471 | 27 |
| 7.  | Videoton SC        | 18 | 8  | 10 | 1518 | 1566 | 26 |
| 8.  | MAFC               | 18 | 8  | 10 | 1565 | 1589 | 26 |
| 9.  | Bajai SK           | 18 | 4  | 14 | 1522 | 1696 | 22 |
| 10. | Kecskeméti SC      | 18 | 3  | 15 | 1459 | 1645 | 21 |

### B csoport
| #   | Csapat                          | M  | Gy | V  | K+   | K-   | P  | Megjegyzés     |
| --- | ------------------------------- | -- | -- | -- | ---- | ---- | -- | -------------- |
| 1.  | Atomerőmű SE                    | 18 | 14 | 4  | 1719 | 1526 | 32 |                |
| 2.  | Soproni SE                      | 18 | 13 | 5  | 1529 | 1510 | 31 |                |
| 3.  | Alba Regia Építők               | 18 | 12 | 6  | 1589 | 1560 | 30 |                |
| 4.  | Szolnoki Olajbányász            | 18 | 10 | 8  | 1635 | 1515 | 28 |                |
| 5.  | Szeged SC                       | 18 | 9  | 9  | 1505 | 1479 | 27 |                |
| 6.  | Dombóvári VMSE                  | 18 | 10 | 8  | 1587 | 1548 | 27 | 1 pont levonva |
| 7.  | Pécsi VSK                       | 18 | 7  | 11 | 1632 | 1717 | 25 |                |
| 8.  | Hódmezővásárhelyi Spartacus VSE | 18 | 7  | 11 | 1532 | 1617 | 25 |                |
| 9.  | Bázis Kaposvári KK              | 18 | 7  | 11 | 1652 | 1615 | 25 |                |
| 10. | Testnevelési Főiskola SE        | 18 | 1  | 17 | 1423 | 1716 | 19 |                |

* M: Mérkőzés Gy: Győzelem V: Vereség K+: Dobott kosár K-: Kapott kosár P: Pont

## Rájátszás

### 1–6. helyért
Elődöntőbe jutásért: Csepel SC–Körmendi Dózsa MTE 80–74, 74–75, 81–76 és Zalaegerszegi TE–Tungsram SC 88–75, 80–83, 71–70
Elődöntő: Oroszlányi Bányász–Zalaegerszegi TE 67–66, 90–94, 81–73 és Bp. Honvéd–Csepel SC 74–75, 73–95
Döntő: Oroszlányi Bányász–Csepel SC 99–98, 72–94, 69–77
3. helyért: Bp. Honvéd–Zalaegerszegi TE 90–76, 81–80, 92–101
5. helyért: Tungsram SC–Körmendi Dózsa MTE 102–77, 78–75

### 7–14. helyért
| #   | Csapat               | M  | Gy | V  | K+   | K-   | P  |
| --- | -------------------- | -- | -- | -- | ---- | ---- | -- |
| 7.  | Videoton SC          | 14 | 10 | 4  | 1286 | 1206 | 24 |
| 8.  | MAFC                 | 14 | 9  | 5  | 1310 | 1284 | 23 |
| 9.  | Soproni SE           | 14 | 9  | 5  | 1216 | 1197 | 23 |
| 10. | Szolnoki Olajbányász | 14 | 8  | 6  | 1242 | 1193 | 22 |
| 11. | Atomerőmű SE         | 14 | 8  | 6  | 1374 | 1316 | 22 |
| 12. | Bajai SK             | 14 | 5  | 9  | 1291 | 1317 | 19 |
| 13. | Alba Regia Építők    | 14 | 5  | 9  | 1218 | 1303 | 19 |
| 14. | Kecskeméti SC        | 14 | 2  | 12 | 1102 | 1203 | 16 |

### 15–20. helyért
15–20. helyért: Pécsi VSK–Testnevelési Főiskola SE 75–66, 92–80 és Hódmezővásárhelyi Spartacus VSE–Bázis Kaposvári KK 87–83, 85–90, 90–81
15–18. helyért: Dombóvári VMSE–Pécsi VSK 108–111, 95–100 és Szeged SC–Hódmezővásárhelyi Spartacus VSE 74–77, 84–82, 73–72
15. helyért: Szeged SC–Pécsi VSK 84–87, 84–90
17. helyért: Dombóvári VMSE–Hódmezővásárhelyi Spartacus VSE 88–73, 96–101, 95–89, 74–91, 94–79

## Díjak
| 57. Férfi Kosárlabda Magyar Bajnok |
| Csepel SC 3. bajnoki cím           |